# هيرمان شفارتس
كارل هيرمان أماندوس شفارتس (بالألمانية: Karl Hermann Amandus Schwarz) (ولد في 25 يناير 1843 في يرزمانوفا، سيليزيا - توفي في 30 نونبر 1921 في برلين) عالم رياضيات ألماني. عرف بأعماله حول التحليل العقدي إضافة إلى تقعيده لروابط بين مجالي التحليل والهندسة الرياضية.

## حياته
ولد هيرمان لأب يشتغل مهندسا معماريا. عندما ولج جامعة برلين التقنية كان مشروعه الدراسي يقتصر على نيل شهادة في الكيمياء إلا أنه تأثر بدروس كومر وفايرستراس التي جعلته يتجه إلى دراسة الرياضيات وبلوغ درجة الدكتوراه، سنة 1864، التي أعد أطروحته فيها تحت إشراف فايرستراس. كانت أطروحته حول السطوح ذوات المساحات الدنيا.
اشتغل بالتدريس الجامعي في عدة معاهد وجامعات: في زيوريخ وغوتينغن (1875) ثم جامعة برلين ابتداء من 1892، وهي نفس الجامعة التي كان يدرس بها فايرستراس.
استمر بالتدريس الجامعي إلى غاية سنة 1918.
على المستوى الشخصي كان شفارتس متزوجا بابنة إرنشت كومر وكان متطوعا بين رجال الإطفاء.

## أعماله
- في 1870 كان وراء أول برهنة على وجود حلول لمعضلة ديريكلي في فضاء بعده 2. كانت برهنته تكميلا وتصحيحا لأعمال ريمان حول التطبيقات التشكيلية: في 1850، برهن ريمان على أن كل مجموعة مفتوحة ومتصلة، داخل فضاء ثنائي البعد، يمكن إسقاطها تشكيليا نحو القرص الواحدي.